# Бакатикау
Бакатикау (осет. Бахъатыхъæу) — село в Закавказье. Согласно юрисдикции Южной Осетии, фактически контролирующей село, расположено в Знаурском районе, согласно юрисдикции Грузии — в Карельском муниципалитете.

## География
Расположено на юго-востоке района.

## Население
По переписи 1989 года из 128 жителей осетины составили 100 %. После событий начала 1990-х гг., село в основном опустело.
По переписи населения 2015 года численность населения села составила 97 жителей.

## Известные жители и уроженцы
- Бакаев, Нугзар Ильич (род. 1934), юго-осетинский публицист, поэт, педагог, политик и общественный деятель. Депутат парламента Южной Осетии

## Топографические карты
- Лист карты K-38-64 Цхинвали. Масштаб: 1 : 100 000. Состояние местности на 1987 год. Издание 1989 г.